# Javra teranishii
Javra teranishii är en stekelart som först beskrevs av Tohru Uchida 1952.  Javra teranishii ingår i släktet Javra och familjen brokparasitsteklar. Inga underarter finns listade i Catalogue of Life.